# Устье (Калининский район)
У́стье — деревня в Калининском районе Тверской области. Относится к Кулицкому сельскому поселению.
Расположена в 15 км к северо-западу от Твери, на левом берегу реки Тверцы, в 1 км выше впадения в неё реки Кавы.
В 1,5 км к северо-западу от деревни находится платформа Тверца на участке «Тверь — Лихославль» главного хода Октябрьской железной дороги. Рядом с деревней — деревня Тверца (дачный посёлок). Первые дачи возникли здесь в конце XIX века, этому способствовали железная дорога, песчаный берег Тверцы, сосновый лес.

## История
В Писцовых книгах XVI века по волости Каве среди владений тверского Отроч монастыря значится
деревня Устье. Название по расположению на устье реки Кавы.
В Списке населенных мест 1859 года значится казённая деревня Устье, 15 дворов, 123 жителя. Во второй половине XIX — начале XX века деревня относилась к Пречистоборскому приходу Первитинской волости Тверского уезда.
В 1931 году для ведения коллективного хозяйства создан колхоз «Красное Устье». В это время деревня входила в Олобовский сельсовет в составе Калининского района. С 1935 по 1956 год деревня входит в Дубковский сельсовет в составе Медновского района Калининской области.
В годы Великой Отечественной войны погибли 14 жителей деревни.
В 1955—1957 годы в д. Устье — 17 дворов, проживает 84 человека (39 мужского пола и 45 женского), в 1975 — 23 жилых дома, 55 жильцов, 5 человек работают в колхозе «Борьба».
В 1997 году — 21 хозяйство, 34 жителя; по переписи 2002 — 27 человек, 10 мужчин, 17 женщин.